# Cabdio morar
Cabdio morar е вид лъчеперка от семейство Шаранови (Cyprinidae). Видът не е застрашен от изчезване.

## Разпространение и местообитание
Разпространен е в Бангладеш, Индия, Мианмар и Непал.
Обитава сладководни басейни, реки и потоци.